# Adriana Dávila Fernández
Adriana Dávila Fernández (Apizaco, Tlaxcala; 30 de diciembre de 1969) es una comunicóloga y política mexicana, miembro del Partido Acción Nacional (PAN). Hasta el 2016 se desempeñó como Senadora de la LXII Legislatura del Congreso de la Unión donde representaba a Tlaxcala, posterior a esto, pidió licencia para postularse por segunda vez para el cargo de Gobernador del Estado de Tlaxcala, cargo que perdió frente al candidato Marco Antonio Mena Rodríguez del Partido Revolucionario Institucional.